# Vesilspitze
Vesilspitze är en bergstopp i Schweiz, på gränsen till Österrike.   Den ligger i regionen Engiadina Bassa/Val Müstair och kantonen Graubünden, i den östra delen av landet, 220 km öster om huvudstaden Bern. Toppen på Vesilspitze är 3 097 meter över havet, eller 303 meter över den omgivande terrängen. Bredden vid basen är 2,1 km.
Terrängen runt Vesilspitze är bergig åt nordost, men åt sydväst är den kuperad. Runt Vesilspitze är det mycket glesbefolkat, med 5 invånare per kvadratkilometer.. Närmaste större samhälle är Scuol, 14,3 km söder om Vesilspitze. 
Trakten runt Vesilspitze består i huvudsak av gräsmarker.